# Johann Balthasar Held
Johann Balthasar Held († 1709) war Meistergeselle von Arp Schnitger und angesehener Orgelbauer in Lüneburg und Stettin.

## Leben
Held war 1672–1675 Geselle bei Georg Nitrowski (Danzig) und im Anschluss viele Jahre Meistergeselle bei Schnitger. Mit anderen Gesellen war Held am Bau der monumentalen Schnitger-Orgel in der Hamburger Nikolaikirche (1682–1687) beteiligt. Der Schnitgerforscher Gustav Fock vermutet, dass er Schnitger mit dem im Osten gebräuchlichen Register Salizional bekannt gemacht hat, das dieser zwischen 1682 und 1690 in verschiedenen Orgel-Dispositionen verwendete. 1691–1692 wurde Held der Umbau der Orgel der Groninger Martinikerk übertragen, dessen Ausführung in weniger als acht Monaten als „extra ordinaris goedt“ beurteilt wurde. Er siedelte anschließend nach Lüneburg über und führte von dort verschiedene Orgelprojekte aus, so auch 1695 eine Reparatur für Dieterich Buxtehudes Orgel in Lübeck. Ab 1699 wirkte er von Stettin aus und erhielt dort das Orgelbauprivileg über das schwedische Pommern. Im Jahr 1701 lernte der junge Johann Sebastian Bach Held in Lüneburg kennen, als dieser die Chororgel von St. Michaelis erweiterte und wie Bach in der Michaelisschule wohnte. Held starb 1709.

## Werk
| Jahr      | Ort          | Kirche        | Bild | Manuale | Register | Bemerkungen |
| --------- | ------------ | ------------- | ---- | ------- | -------- | --- |
| 1686      | Plate        | St. Marien    |      | II/P    | 30       | Reparatur und Umdisponierung für 60 Reichstaler |
| 1695      | Lübeck       | Marienkirche  |      | III/P   | 57       | Reparatur; während der Gesellenzeit bei Schnitger ist Held hier 1685 mit Stimmarbeiten nachgewiesen                                                              |
| 1696      | Pyritz       |               |      |         |          | Reparatur |
| 1701      | Lüneburg     | St. Michaelis |      | I       | 4        | Reparatur des Chorpositivs; ab etwa 1800 verschollen, im Jahr 2000 von Martin ter Haseborg rekonstruiert; 1703 Helds Vorschlag für einen Neubau der großen Orgel |
| 1704–1707 | Stettin      | Marienkirche  |      |         |          | Reparatur |
|           | Gartz (Oder) | St. Stephan   |      |         |          | Neubau |
| 1708–1709 | Köslin       | Marienkirche  |      |         |          | Umbau, der 1709 von Andreas Hildebrandt vollendet wurde |